# L-33
L-33 Ro’em (hebr. רוֹעֵם, dosł. ogłuszający, piorunujący) – izraelska haubica samobieżna powstała poprzez zamontowanie haubicy Soltam Systems kalibru 155 mm na podwoziu czołgu M4 Sherman. L-33 były produkowane od 1970 roku i wyprodukowano ich około 150–200 sztuk. Służyły podczas wojny Jom Kipur i wojny libańskiej. Wraz z przyjęciem na stan amerykańskiej haubicy M109, L-33 zaczęto wycofywać ze służby.

## Historia
W drugiej połowie lat 60. XX wieku izraelska firma Soltam Systems zaprojektowała pierwszą izraelską haubicę M-68. W tym samym czasie postanowiono wykorzystać podwozia czołgów M4A3E8 Sherman, na które zainstalowano haubicę wraz z konstrukcją ochronną dla załogi. Zmodyfikowany pojazd nazwano L-33 Ro’em. Produkcję L-33 rozpoczęto po wojnie sześciodniowej. W oryginalnym podwoziu wymieniono silnik na Cummins VT 8-460-Bi. Pierwszy raz Ro’em został użyty podczas wojny Jom Kipur w 1973 roku na obszarze Synaju, następnie, jako wsparcie, w 1982 roku podczas wojny libańskiej. Po zakupie przez Izrael haubic samobieżnych M109, L-33 zostały przeniesione do rezerwy, gdzie pozostawały na służbie do wycofania w 1995 roku. Uznaje się, że była to pierwsza izraelska haubica samobieżna o dużym zasięgu i skutecznej sile ognia.
Źródła podają, iż łączna liczba wyprodukowanych dla Sił Obronnych Izraela L-33 wynosi od 150 do 200 sztuk. Ro’em nie był przeznaczony na eksport, w przeciwieństwie do montowanej na nim haubicy M-68.

## Konstrukcja
Konstrukcja L-33 opiera się na wykorzystaniu podwozia czołgu M4A3E8 Sherman, który pozbawiono wieży z armatą, przez co powstała przestrzeń do zamontowania haubicy M-68. Do ochrony obsługi i załogi przed odłamkami i bronią małego kalibru zamontowano specjalną obudowę o grubości pancerza od 12 mm do 64 mm. We wnętrzu mogło się zmieścić osiem osób załogi (z kierowcą i dowódcą łącznie). Po lewej stronie od działa znajdowało się stanowisko kierowcy osłonięte trzema kuloodpornymi szybami obserwacyjnymi. Ponad kierowcą znajdowało się miejsce dla dowódcy pojazdu, który miał takie samo stanowisko obserwacyjne, jak kierowca. Po prawej stronie od działa, na górze L-33 było miejsce przeznaczone dla strzelca plot. z karabinem maszynowym kalibru 7,62 mm o możliwości obrotu 360°. Po obu stronach pojazdu znajdowały się włazy dla obsługi i załogi. Tył konstrukcji ochronnej był przeznaczony na przedział amunicyjny dla 60 pocisków.
L-33 miał 8,47 metra długości z działem, 3,5 metra szerokości i 3,45 metra wysokości. L-33 mógł pokonywać pionowe przeszkody o wysokości 0,91 metra, rowy o szerokości 2,3 metra i brody o głębokości 0,9 metra.
L-33 był napędzany silnikiem Diesla Cummins VTA-903 V8 o mocy 460 KM (2600 obr./min). Pojazd rozwijał maksymalną prędkość 36 km/h. Zbiorniki paliwa miały pojemność 820 litrów, zasięg haubicy samobieżnej wynosił 260 km.
Uzbrojenie L-33 stanowiło działo M-68 kalibru 155 mm. Miało ono kąt podniesienia +52°. Mechanizm opuszczania i podnoszenia działa był manualny. L-33 był wyposażony w przyrządy do prowadzenia ognia pośredniego i bezpośredniego. Haubica była przystosowana do wykorzystania pocisków zgodnych ze standardami NATO. L-33 mógł strzelać pociskami odłamkowo-burzącymi, przeciwpiechotnymi, dymnymi, kasetowymi i oświetlającymi. Haubica była w stanie wystrzelić 6 pocisków na minutę. 